# 京都銅版画協会
京都銅版画協会（きょうとどうはんがきょうかい）は、銅版画の振興と発展を目的として活動する任意団体。京都市の地に銅版画を根付かせることを目的とし、銅版画を愛する人々によって運営されている。

## 概要
1960年（昭和35年）に古野由男により創設された。当時は銅版画自体が珍しく、材料や道具、プレス機も入手が困難な時代で、その開発、研究からのスタートだった。その後、銅版画の制作・発表・研究とともに銅版画の振興に資することを目的に、多くの会員たちにより活動が支えられ、60周年をこえて現在に至っている。「大原の画仙」と称された日本画家の小松均（文化功労者）は、京都銅版画協会で銅版画の技法を学んだ。

## 沿革
1960年（昭和35年）、古野由男の主宰によって京都市民アトリエ紫野教室にて発足した。古野は浜口陽三や駒井哲郎らと日本銅版画家協会を立ち上げた人物であり、当時は京都市立紫野高等学校の美術教諭を務めていた。京都版画家集団委員長や滋賀女子短期大学教授も務め、1968年（昭和43年）には京都市文化功労者として表彰されている。
1961年（昭和36年）、京都銅版画協会展が初めて「ぺんてる画廊」で開かれる。京都銅版画協会展はその後、1962年（昭和37年）から1973年（昭和48年）までは京都府ギャラリーで、1974年（昭和49年）から1977年（昭和52年）までは版画ギャラリー、1979年（昭和54年）から2022年（令和4年）は京都府立文化芸術会館で開かれている。1991年（平成3年）には創立30周年記念展を開催した。同年時点の会員数は35人、延べ会員数は約120人だった。
また、1982年（昭和57年）にミニアチュール展を京都銅版画協会秋季展として平安画廊で開催したのを皮切りに、2008年（平成20年）までは平安画廊で開く。平安画廊の閉廊により、2009年（平成21年）はギャラリー中井で、2010年（平成22年）から2022年（令和4年）はギャラリーヒルゲートで行ってきた。また、こうした展覧会を神戸市でも開きたいという声があり、1993年（平成5年）と1997年（平成9年）から2022年（令和4年）まで南天荘画廊で開く。

## 刊行物
- 『銅版画 京都銅版画協会創立30周年』記念誌発行　（1991年）
- 『銅版画 京都銅版画協会創立40周年』記念誌発行　（2001年）
- 『銅版画 京都銅版画協会創立50周年』記念誌発行　（2011年）
- 『銅版画 京都銅版画協会創立60周年』記念誌発行　（2022年）